# ستيفاني لورانس
ستيفاني لورانس (بالإنجليزية: Stephanie Lawrence)‏ هي راقصة ومغنية وممثلة بريطانية، ولدت في 16 ديسمبر 1949 في المملكة المتحدة، وتوفيت في 4 نوفمبر 2000 بلندن في المملكة المتحدة. من الجوائز التي نالتها جائزة المسرح العالمي سنة 1993.

## جوائز وترشيحات
جوائز
- جائزة المسرح العالمي (1993)

ترشيحات
- جائزة توني عن فئة أفضل ممثلة في مسرحية موسيقية [الإنجليزية]‏ (1993)

## وصلات خارجية
- ستيفاني لورانس على موقع IMDb (الإنجليزية)
- ستيفاني لورانس على موقع ميوزك برينز (الإنجليزية)
- ستيفاني لورانس على موقع قاعدة بيانات برودواي على الإنترنت (الإنجليزية)
- ستيفاني لورانس على موقع ديسكوغز (الإنجليزية)
- ستيفاني لورانس على موقع قاعدة بيانات الفيلم (الإنجليزية)